# Kristina Tonteri-Young
Kristina Tonteri-Young (* 17. Januar 1998 in Finnland) ist eine finnisch-neuseeländische Schauspielerin und Balletttänzerin.

## Leben
Tonteri-Young begann im Alter von drei Jahren mit Ballett. Im Alter von sechs Jahren zog die Familie nach New York City. Von 2009 bis 2012 besuchte sie die Moskauer Staatliche Akademie für Choreographie im Fachbereich Ballett der The Bolshoi Ballet Academy. Während dieser Zeit trat sie als Ballerina im The Kremlin Ballet und dem The Bolshoi Theatre in Moskau auf und verbesserte ihre Kenntnisse in Russisch. Mit 16 Jahren begann sie sich zunehmend für das Schauspiel zu interessieren. Sie nahm 2014 und 2016 am Shakespeare's Heightened Language Workshop der Patsy Rodenburg Michael Howard Studios in New York City teil und spricht fließend Englisch sowie Französisch. Von 2016 bis 2019 besuchte sie die Guildhall School of Music and Drama und machte dort ihren Bachelor of Arts. Während dieser Zeit sammelte sie praktische Erfahrungen als Schauspielerin in Bühnenstücken.
Von 2020 bis 2022 verkörperte sie die queere Kampfnonne Schwester Beatrice in insgesamt 18 Episoden der Netflix-Original-Serie Warrior Nun. Sie wirkte außerdem im Spielfilm Ein Geschenk von Bob mit. 2021 folgte eine Nebenrolle in Outside the Wire. Im selben Jahr übernahm sie im Spielfilm Dancing Through the Shadow die weibliche Hauptrolle der Tia.

## Filmografie (Auswahl)
- 2020: Ein Geschenk von Bob (A Christmas Gift from Bob)
- 2020–2022: Warrior Nun (Fernsehserie, 18 Episoden)
- 2021: Outside the Wire
- 2021: Dancing Through the Shadow

## Theater (Auswahl)
- 2015: The Crocodile’s Gift, Regie: Geoff Bullen (The Everyman Theatre)
- 2018: The Last Days of Judas Iscariot, Regie: Wyn Jones (Guildhall School of Music and Drama)
- 2018: Saturday, Sunday, Monday, Regie: Joseph Blatchley (Guildhall School of Music and Drama)

## Ballett (Auswahl)
- 2010: La Fille Mal Gardee (The Bolshoi Theatre)
- 2011: Sleeping Beauty (The Kremlin Ballet)
- 2011: Le Corsaire (The Kremlin Ballet)